# Macrofag
Macrofagul este una dintre cele trei celule fagocitare ale sistemului imunitar și au un rol important în cadrul sistemului imun nespecific (înnăscut).
Macrofagele provin din anumite leucocite, numite monocite, care sunt celule circulante. Monocitele aderă de peretele vasului (endoteliu) datorită unor receptori membranari de adeziune de pe suprafață. Aderarea se face numai pe anumite zone ale endoteliului. Aceste zone se află în vecinătatea unui focar inflamator.
Sub acțiunea unor substanțe cu rol de mesager intercelular (citokine), cu rol inductor produse de limfocite, monocitele se maturează și se transformă în macrofage. Macrofagele care sunt cantonate în țesuturi au o durată de viață de câteva luni.
Transformarea monocitului în macrofag presupune schimbări majore ale morfologiei și dimensiunilor. Macrofagele sunt de aproximativ 5 ori mai mari decât monocitele, au un aparat Golgi mai bine reprezentat, mitocondrii mai mari și mai numeroase. Macrofagele sunt multinucleate. Citoplasma emite numeroase prelungiri (pseudopode), care dau la examinarea cu microscopul electronic un aspect de meduză cu prelungiri subțiri și dantelate.
Macrofagele aflate în țesuturi au un metabolism mai activ decât monocitele.
Macrofagele sunt răspândite difuz în organism, la nivelul țesuturilor conjunctive și în apropierea membranelor bazale ale vaselor sanguine de dimensiuni reduse. Se găsesc în număr mare în zonele unde există un aflux important de antigene: țesut pulmonar, ficat, splină și ganglioni limfatici.
Macrofagele au funcții numeroase și complexe, sunt implicate în apărarea imunitară nespecifică și specifică. 
Funcțiile macrofagelor decurg din următoarele proprietăți specifice:
- Fagocitează diverse antigene, sunt mai eficiente decât polimorfonuclearele.
- Au posibilitatea de a discrimina între structurile self (ale organismului) și cele non-self (străine de organism).